# قوات التحالف في العراق
قوات التحالف الدولي في العراق هي قوات عسكرية متكونة من عدة فرق عسكرية من دول العالم المختلفة ترأسها أمريكا وبريطانيا، والتي أدت إلى احتلال العراق عسكرياً من قبل الولايات المتحدة الأمريكية حسب تعريف مجلس الأمن لحالة العراق في قانونها المرقم 1483 في 2003.
بدأت عملية غزو العراق في 20 مارس آذار من عام 2003 من قبل قوات التحالف بقيادة الولايات المتحدة الأمريكية، وكان هذا التحالف يختلف اختلافاً كبيراً عن التحالف الذي خاض حرب الخليج الثانية لأنه كان ائتلافاً صعب التشكيل. وشكلت القوات العسكرية الأمريكية والبريطانية نسبة %98 من هذا التحالف. وتسببت هذه تبعات هذه الحرب بأكبر خسائر بشرية في المدنيين في تاريخ العراق وتاريخ الجيش الأمريكي حيث قتل عدد كبير من الجنود الأمريكان ومن المدنيين العراقيين.